# Pauluskerk (Almelo)
De Pauluskerk in Almelo was een bouwwerk in de wijk Aalderinkshoek dat in 1996 gesloopt is om plaats te maken voor een bejaardenhuis.
Nadat de Pauluskerk gesloopt was, werden kerkdiensten voortgezet in multifunctionele zaal van bejaardenhuis Hoog Schuilenburg. 
Maar bij teruglopend kerkbezoek is dit in januari 2014 gestopt.